# 9 decembrie
ianuarie • februarie • martie  • aprilie  • mai  • iunie  • iulie  • august  • septembrie  • octombrie  • noiembrie  • decembrie
9 decembrie este a 343-a zi a calendarului gregorian și a 344-a zi în anii bisecți. Mai sunt 22 de zile până la sfârșitul anului.

## Evenimente

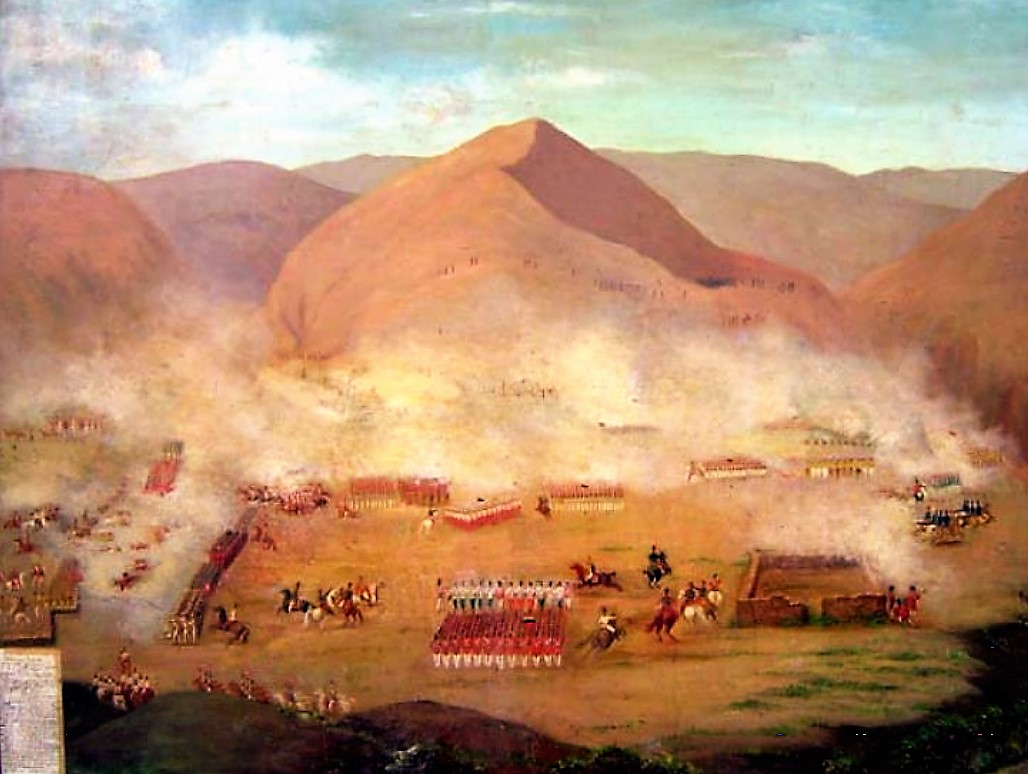
1824: Bătălia de la Ayacucho (Peru), prin care s-a pus capat dominației coloniale spaniole în America de Sud.

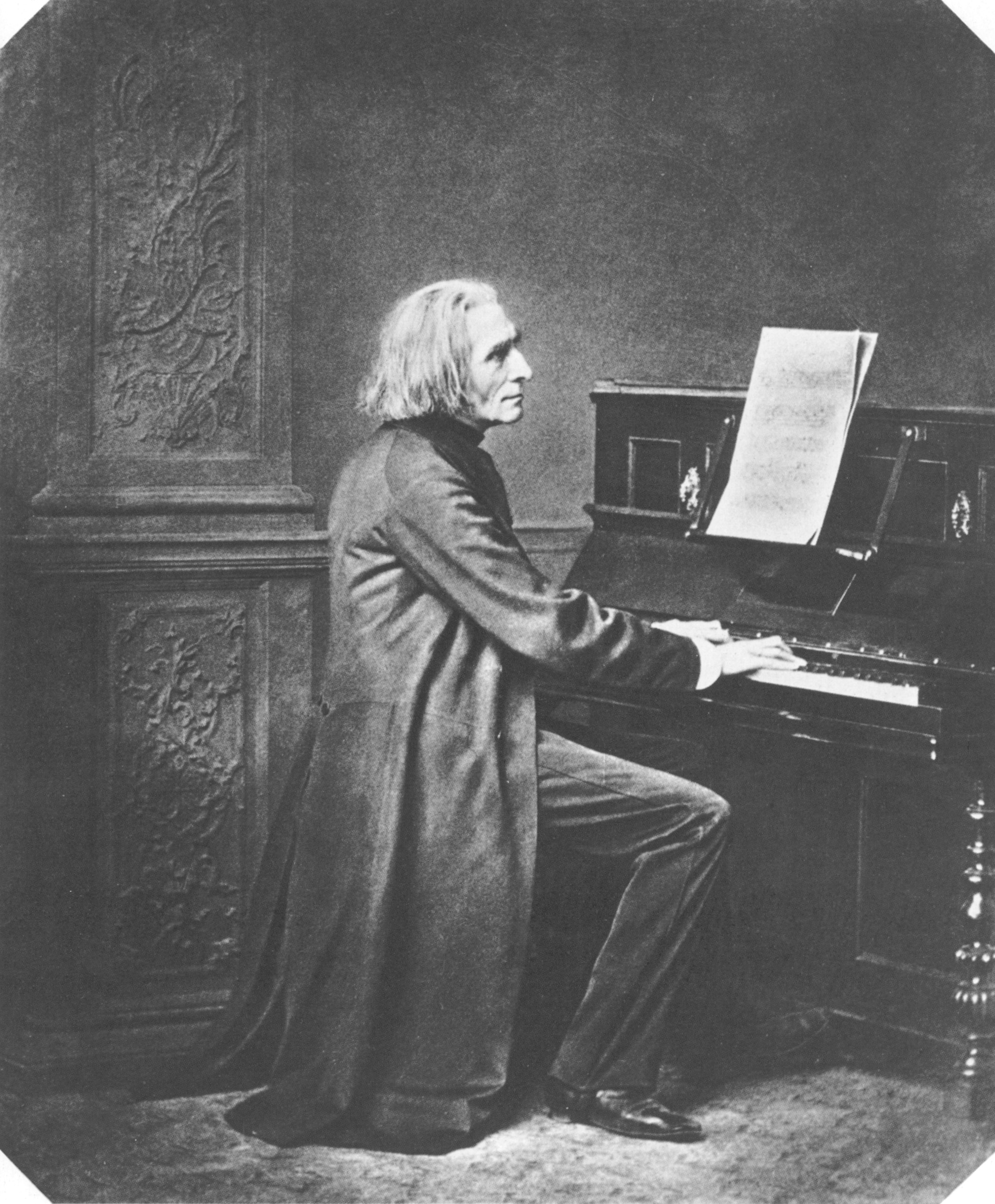
1846: În sala „Momolo" din București are loc primul concert al lui Franz Liszt, susținut în România.

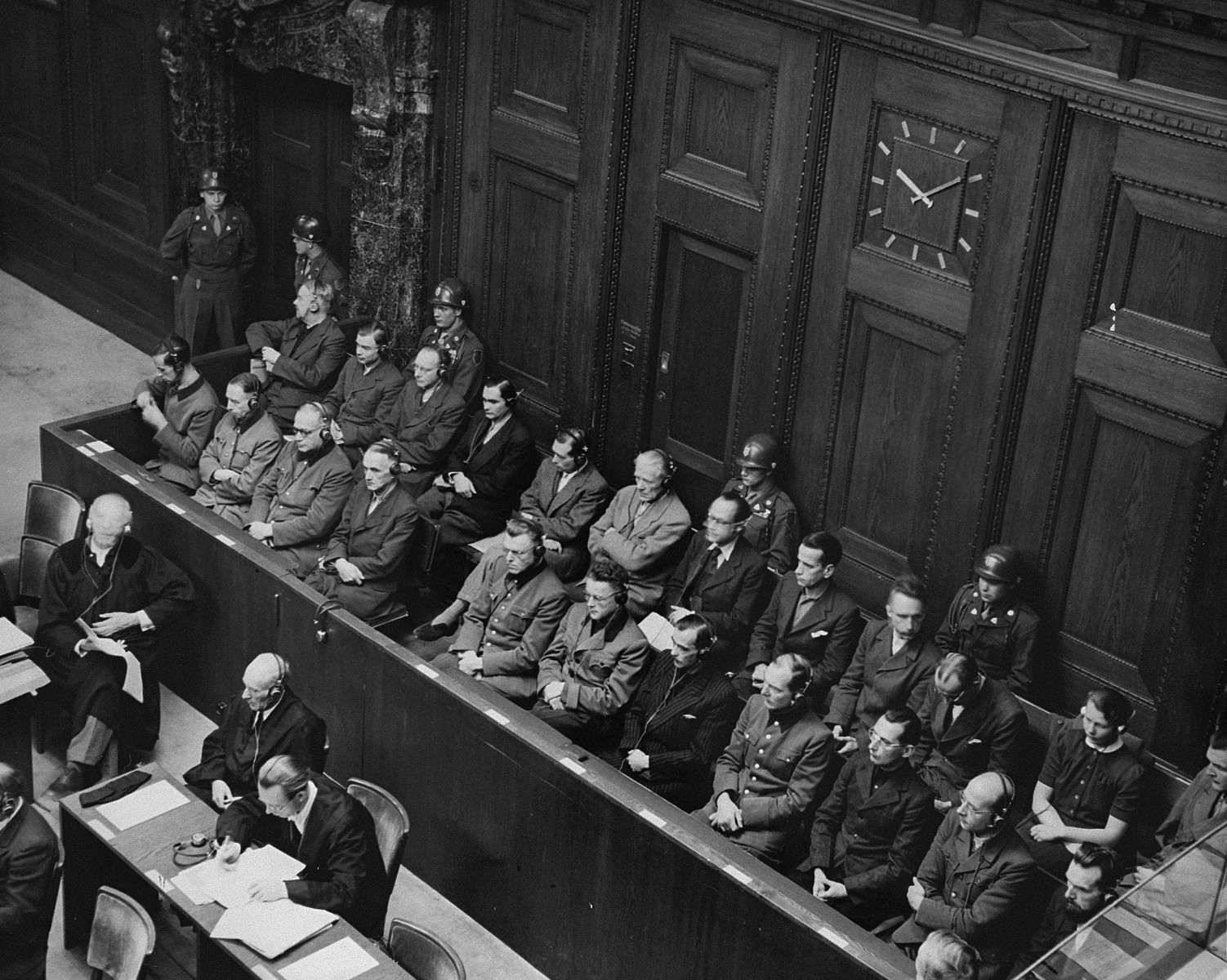
1946: Procesele de la Nürnberg: Procesul medicilor începe în fața tribunalului militar american.

- 1671: Răscoala împotriva domnitorului Gheorghe Duca, condusă de boierii Mihalcea Hâncu și Apostol Durac, cauzată de fiscalitatea excesivă. Răsculații îl alungă pe Gheorghe Duca din Moldova.
- 1793: Este fondat, de către Noah Webster, primul ziar american, „American Minerva”.
- 1824: Bătălia de la Ayacucho (Peru), prin care s-a pus capat dominației coloniale spaniole în America de Sud.
- 1846: În sala „Momolo" din București are loc primul concert al lui Franz Liszt, susținut în România.
- 1894: Pe strazile Bucureștiului a început să circule primul tramvai electric (purtând numarul 14), de la Cotroceni la Obor.
- 1900: La Paris a avut loc prima audiere a piesei „Nocturnos”, de Claude Debussy.
- 1905: „Salome” primul act al operei compozitorului german Richard Strauss, după o poveste de Oscar Wilde, a avut prima reprezentație la Dresda, unde a fost condamnată pentru obscenitate.
- 1916: Primul Război Mondial: Bătălia de la Cașin - Germanii sunt opriți pe linia strategică de fortificații Focșani–Nămoloasa trecând prin Valea Cașinului și Valea Putnei.
- 1916: Are loc, în Sala Teatrului Național din Iași, deschiderea Parlamentului. Regele Ferdinand I a citit mesajul tronului care conținea hotărârea de a lupta până la capăt, nevoia solidarității naționale, dar și promisiunea unor reforme esențiale în viitor.
- 1931: Spania devine republică.
- 1934: Dinu Lipatti primește Premiul de compoziție „George Enescu” pentru suita simfonică „Șătrarii”.
- 1938: Legația României de la Paris este ridicată la rangul de ambasadă, ambasador fiind numit Gheorghe Tătărescu.
- 1941: Al Doilea Război Mondial: China declară război Japoniei, Germaniei și Italiei.
- 1946: Procesele de la Nürnberg: Procesul medicilor începe în fața primului tribunal militar american.
- 1948: Adunarea Generala ONU adoptă „Convenția pentru prevenirea și reprimarea crimei de genocid”.
- 1960: Este semnat, la Washington, D.C., primul Angajament postbelic, în domeniul culturii, învățământului și știintei între România și Statele Unite ale Americii.
- 1965: Primul tren electric al CFR-ului circulă între Predeal și Brașov.
- 1966: Intră în funcțiune Hidrocentrala Vidraru de pe râul Argeș.
- 1967: Marea Adunare Națională a ales în funcția de președinte al Consiliului de Stat pe Nicolae Ceaușescu, în locul lui Chivu Stoica.
- 1968: În SUA are loc prima demonstrație a utilizării mouse-ului.
- 1990: Lech Walesa devine primul președinte al Poloniei ales de popor.
- 1991: Este adoptat „Acordul privind crearea unei Uniuni politice, economice și monetare”, la reuniunea la nivel înalt a CEE de la Maastricht. Tratatul de la Maastricht va intra în vigoare de la 1 noiembrie 1993 și va fi înlocuit de Tratatul de la Amsterdam (2 octombrie 1997).
- 1992: Este anunțată despărțirea dintre prințul Charles și prințesa Diana.
- 1993: Are loc la Tiraspol sentința așa-numitului „tribunal al poporului transnistrean” în procesul grupului de patrioți români, „grupul Ilașcu”. Ilie Ilașcu este condamnat la moarte, iar ceilalți membri la închisoare între 2 și 15 ani. După nouă ani de detenție și izolare, în mai 2001, Ilie Ilașcu va fi eliberat din închisoare.
- 1994: Președintele rus Boris Elțân a ordonat guvernului să ia „toate măsurile” necesare împotriva guvernului cecen, precum și în vederea dezarmării „formațiunilor înarmate”. Sunt emise „Decretul nr. 2166” și „Rezoluția 1360” ale guvernului rus, prin care a fost declanșată intervenția rusă în Cecenia, la 11 decembrie 1991.
- 2012: Alianța social-liberală USL a obținut 54% din voturi la alegerile legislative din România.
- 2019: Agenția Mondială Antidoping a anunțat că va impune o interdicție de patru ani pentru Rusia la toate evenimentele sportive internaționale majore, cum ar fi Jocurile Olimpice de vară din 2020, Olimpiada de iarnă 2022 și Campionatul Mondial de Fotbal 2022, din cauza „falsificării datelor controalelor efectuate de laboratorul de la Moscova”. Sportivii ruși care doresc să concureze pot face acest lucru doar ca parte a unei „echipe neutre”.[1]

## Nașteri
- 1372: Beatrice a Portugaliei (d. 1408)
- 1608: John Milton, poet și publicist englez (d. 1674)
- 1717: Johann Joachim Winckelmann, arheolog german, teoretician al clasicismului (d. 1768)
- 1751: Maria Luisa de Parma, soția regelui Carol al IV-lea al Spaniei (d. 1819)
- 1848: František Brábek, profesor universitar și traducător ceh din limba maghiară (d. 1926)
- 1862: Ernest de Chamaillard, pictor francez (d. 1931)
- 1878: Marele Duce Mihail, fratele ultimului țar al Rusiei, Nicolae al II-lea (d. 1918)
- 1885: Daniel Ciugureanu, medic și politician român din Basarabia, prim-ministru al Republicii Democratice Moldovenești (1918), (d. 1950)
- 1885: Lidia Kotzebue, sculptoriță română de origine rusă (d. 1944)
- 1901: Ödön von Horváth, scriitor austriac (d. 1938)
- 1905: George Demetru, actor român (d. 1984)
- 1906: Grace Hopper, pionier american în domeniul calculatoarelor (d. 1992)
- 1911: Broderick Crawford, actor american (d. 1986)
- 1911: Wilhelm Kirschner, handbalist român de etnie germană (d. 1994)
- 1915: Elisabeth Schwarzkopf, soprană germană (d. 2006)
- 1916: Kirk Douglas, actor și regizor american de etnie evreiască, producător de film, distins cu premiul Oscar (1995) (d. 2020)

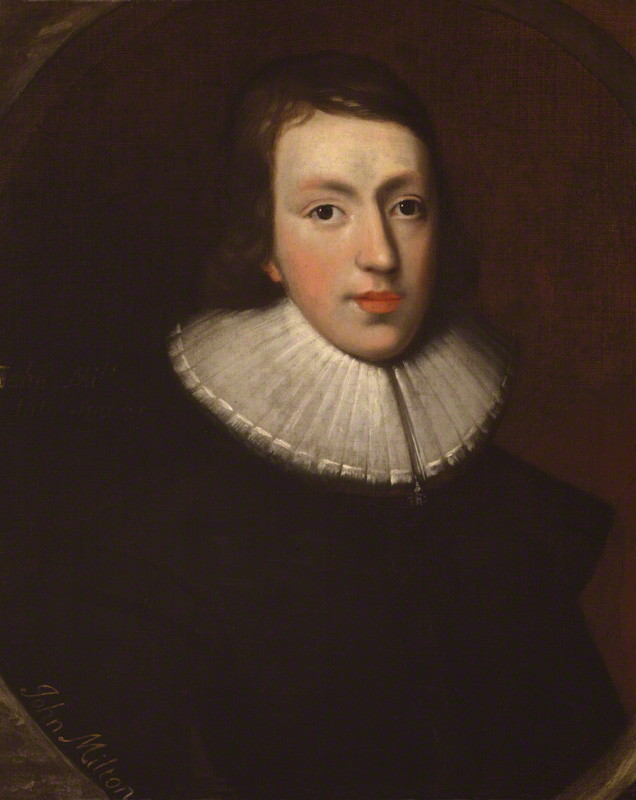
John Milton, poet și publicist englez
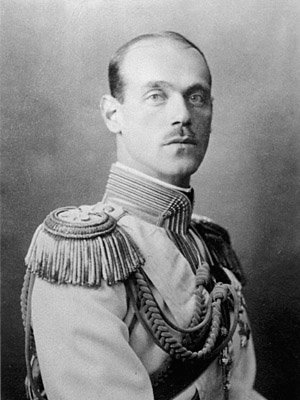
Marele Duce Mihail, fratele țarului Nicolae al II-lea
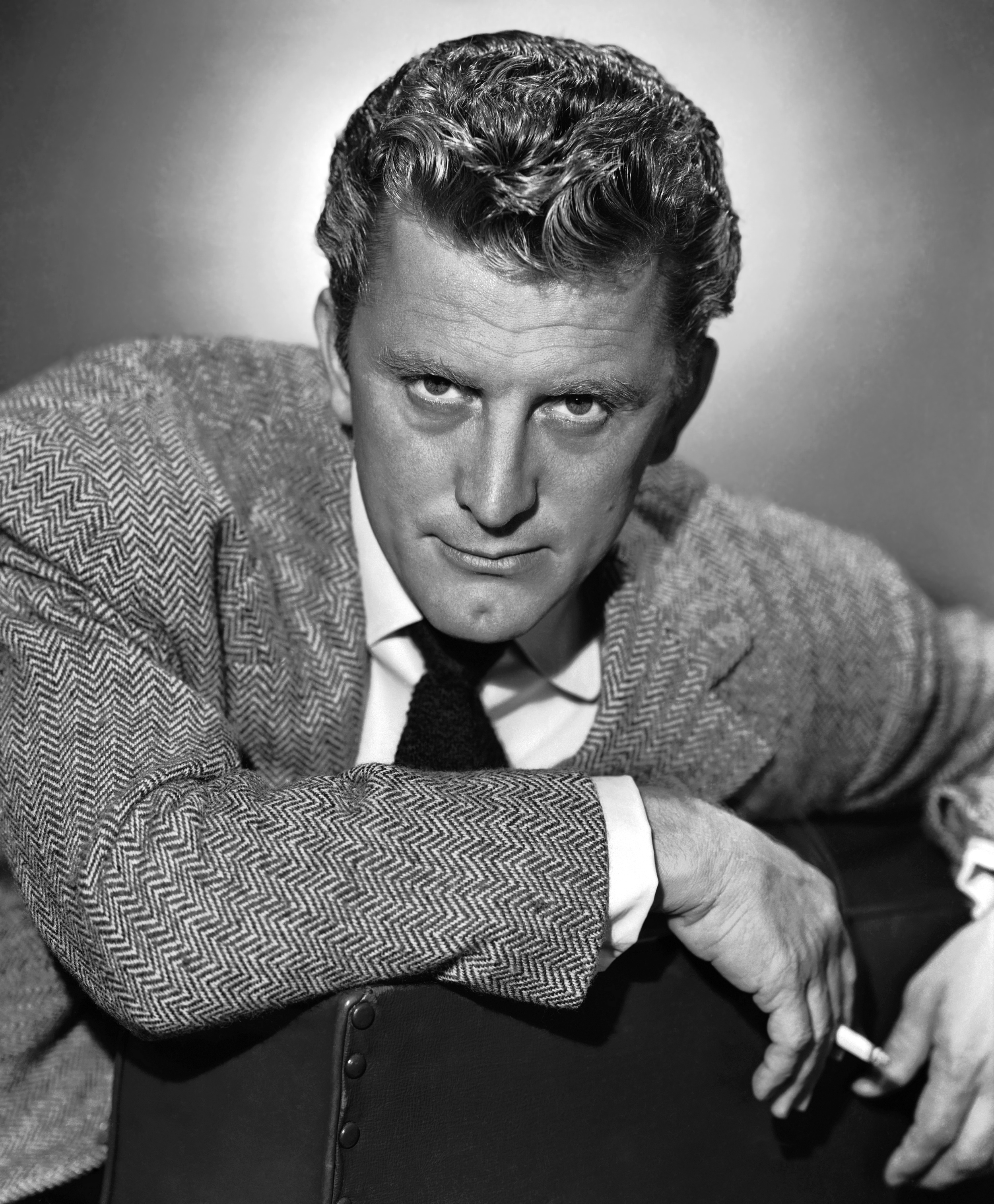
Kirk Douglas, actor american

- 1917: Leo James Rainwater, fizician american (d. 1986)
- 1920: Carlo Azeglio Ciampi, politician italian, al zecelea președinte al Italiei în perioada 1999-2006 (d. 2016)
- 1923: Ennio De Concini, scenarist și regizor italian de film (d. 2008)
- 1926: Henry Way Kendall, fizician american (d. 1999)
- 1929: John Cassavetes, regizor, actor și producător american de film (d. 1989)
- 1930: Edoardo Sanguineti, poet și scriitor italian (d. 2010)
- 1931: Valeria Gagealov, actriță română (d. 2021)
- 1934: Judi Dench, actriță engleză
- 1937: Iosif Toth, politician român (d. 2021)
- 1941: Beau Bridges, actor american
- 1941: Mircea Vaida, poet, eseist și istoric literar român
- 1944: Mircea Axente, fotbalist român
- 1946: Florica Duma, cântăreață română de muzică populară (d. 2017)
- 1949: Alexandru Ciocâlteu, politician român
- 1949: Valentin Marica, scriitor, poet și publicist român
- 1954: Henk ten Cate, jucător și antrenor olandez de fotbal
- 1956: Imangali Tasmagambetov, politician kazah, prim-ministru al Kazahstanului (2002-2003)
- 1956: Jean-Pierre Thiollet, scriitor francez
- 1957: Virgil Bercea, episcop român unit
- 1958: Mircea Liviu Goga, poet și scriitor român de literatură științifico-fantastică
- 1963: Împărăteasa Masako a Japoniei
- 1964: Paul Landers, muzician german
- 1965: Gheorghe Mihali, fotbalist român
- 1967: Dan Diaconescu, jurnalist român
- 1968: Ionuț Lupescu, fotbalist român
- 1969: Sebastian Spence, actor canadian
- 1970: Djalminha, fotbalist brazilian
- 1970: Niculina Stoican, interpretă de folclor
- 1971: Srirasm, prințesă a Thailandei
- 1971: Jarkko Tontti, scriitor și poet finlandez
- 1972: Varol Amet, politician român
- 1979: Erwin Șimșensohn, regizor și actor român
- 1980: Gina Pistol, model, vedetă de televiziune și prezentatoare de televiziune din România
- 1986: Johannes van Heerden, jucător sud-african de rugby
- 1986: Chike Onyejekwe, handbalist român
- 1986: Bartosz Piasecki, scrimer norvegian de origine poloneză
- 1988: Kwadwo Asamoah, fotbalist ghanez
- 1989: Anca Dinicu, actriță română
- 1989: Hasan Ali Kaldırım, fotbalist turc
- 1992: Vasile Soltan, fotbalist moldovean
- 2002: Mădălina Amăistroaie, arcașă română

## Decese
- 1565: Papa Pius al IV-lea (n. 1499)
- 1641: Anthonis van Dyck, pictor flamand (n. 1599)
- 1669: Papa Clement al IX-lea (n.  1600)
- 1889: Hélène Feillet, pictoriță franceză (n. 1812)
- 1925: Eugène Gigout, compozitor și organist francez (n. 1844)
- 1937: Gustaf Dalén, fizician  suedez, laureat al Premiului Nobel (n. 1869)

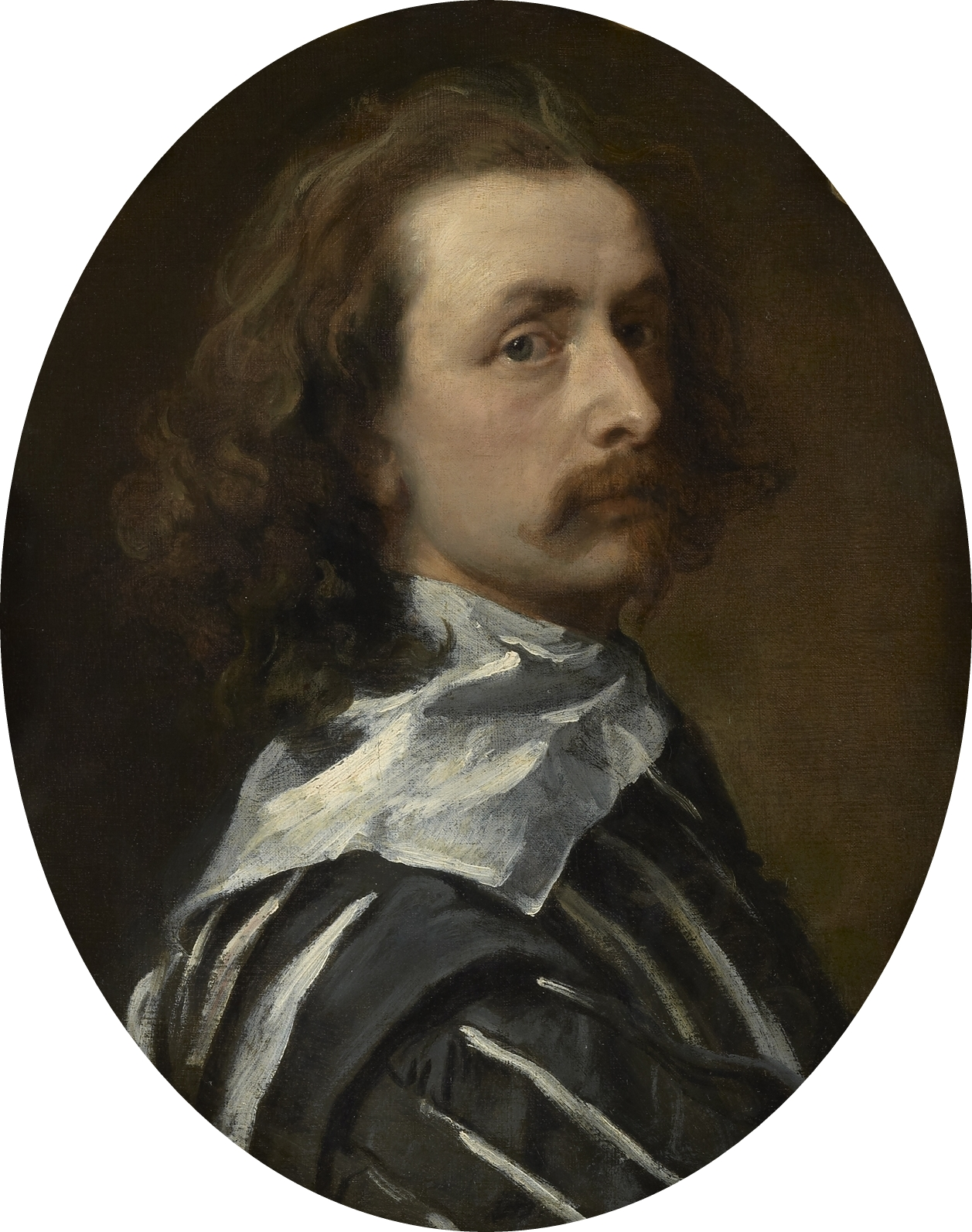
Anthonis van Dyck, pictor flamand
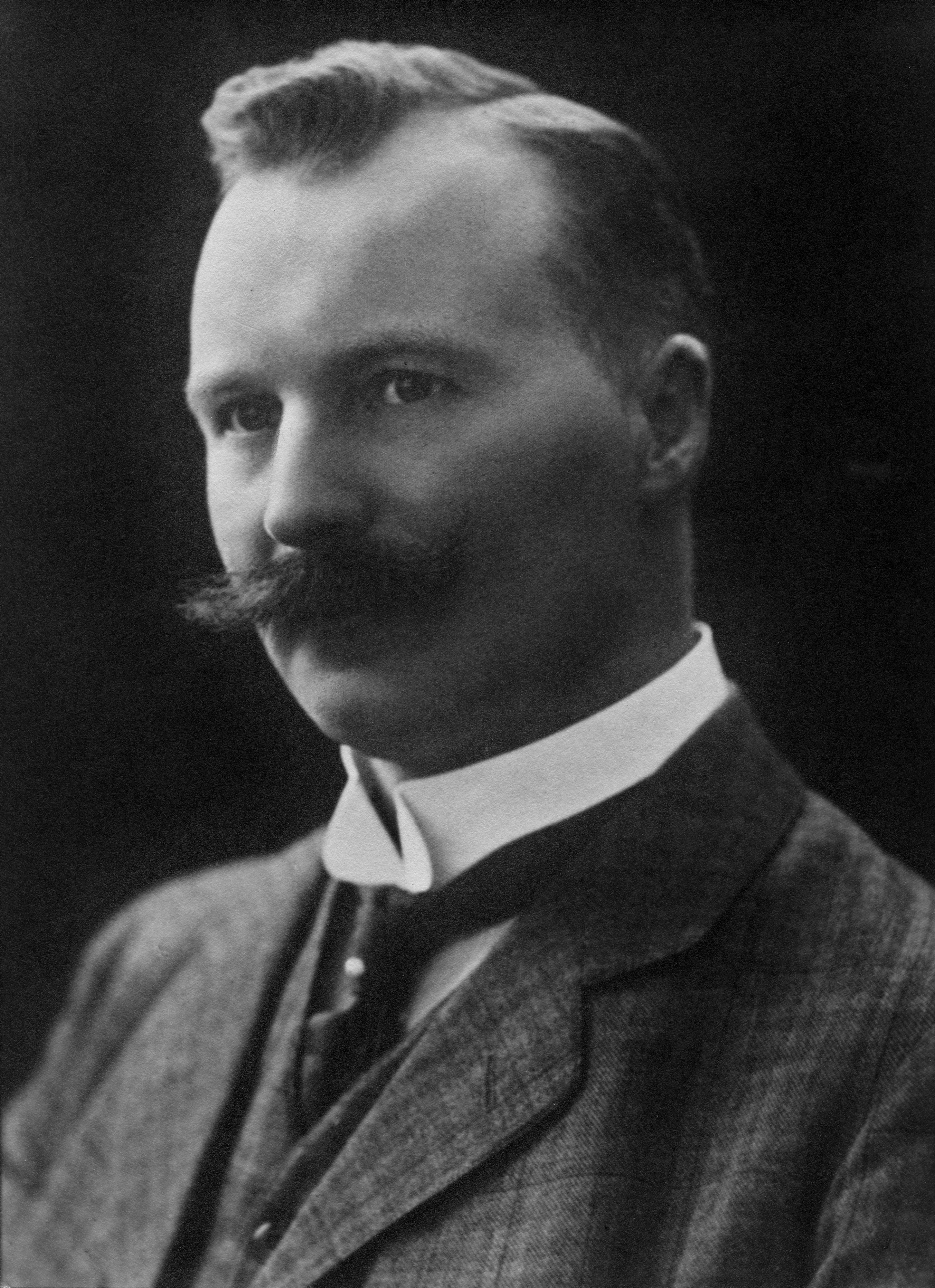
Gustaf Dalén, fizician  suedez, laureat Nobel
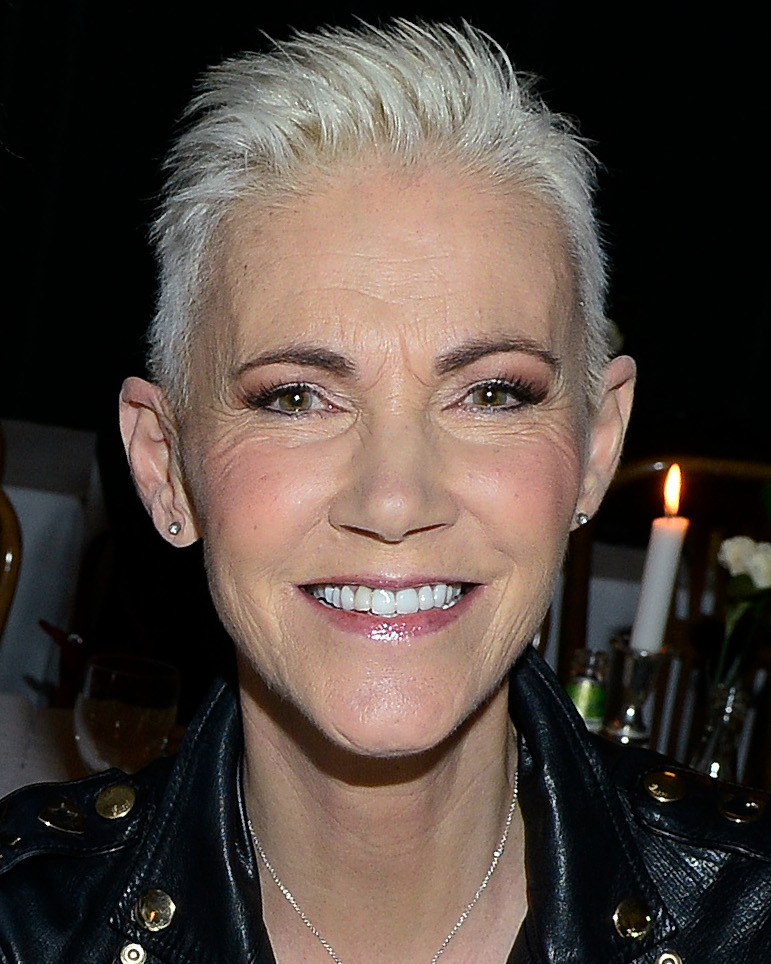
Marie Fredriksson, cântăreață suedeză (Roxette)

- 1941: Dmitri Merejkovski, scriitor rus, (n. 1865)
- 1963: Teofil T. Vescan, fizician și pedagog român (n. 1913)
- 1987: Ernest Augustus al IV-lea, Prinț de Hanovra (n. 1914)
- 1996: Mary Leakey, antropolog britanic (n. 1913)
- 2008: Ibrahim Dossey, fotbalist ghanez (n. 1972)
- 2013: Hristu Cândroveanu, critic literar și poet român (n. 1928)
- 2015: Gheorghe Gruia, handbalist român (n. 1940)
- 2018: Riccardo Giacconi, fizician american de origine italiană, laureat Nobel (n. 1931)
- 2019: Marie Fredriksson, cântăreață suedeză, membră a formației Roxette (n. 1958)
- 2020: Marius Iosifescu, matematician român (n. 1936)
- 2020: Paolo Rossi, fotbalist italian (n. 1956)
- 2022: Ion Vlad, eseist, critic și teoretician literar (n. 1929)

## Sărbători
- Pomenirea zămislirii Preasfintei Născătoarei de Dumnezeu de către Sfânta Ana (calendar creștin-ortodox)
- Pomenirea Sfintei Proorocițe Ana, mama Proorocului Samuel
- Sf. Juan Diego Cuauhtlatoatzin; Valeria (calendar romao-catolic)
- Imaculata concepere a Preas. Fec. Maria (calendar greco-catolic)
- Ziua Internațională Anticorupție (ONU (din 2003)